# Dannemarie, Haut-Rhin

Dannemarie este o comună în departamentul Haut-Rhin din estul Franței. În 2009 avea o populație de 2.323 de locuitori.

## Evoluția populației
| An        | 1975  | 1982  | 1990  | 1999  | 2006  | 2009  |
| --------- | ----- | ----- | ----- | ----- | ----- | ----- |
| Populație | 1.965 | 1.939 | 1.820 | 1.988 | 2.299 | 2.323 |